# Symfonia koncertująca (KV 364)
Symfonia koncertująca (Sinfonia Concertante) Es-dur (KV 364) została skomponowana przez W.A. Mozarta na skrzypce, altówkę i orkiestrę w 1779, w Salzburgu.

## Skład orkiestry
- 2 skrzypiec,
- altówka, bas,
- 2 oboje,
- 2 rogi,
- 2 fagoty ad libitum
- smyczki.

## CzęściSymfonii koncertującej
1. Allegro maestoso
2. Andante
3. Finale. Presto

Brak bliższych informacji o genezie i przeznaczeniu tego dzieła. Przypuszczalnie powstała na potrzeby i użytek orkiestry salzburskiej. Wskazywać by na to mogła skromna, typowa dla większości orkiestrowych dzieł Mozarta z okresu salzburskiego instrumentacja orkiestry.
Symfonia koncertująca na skrzypce i altówkę jest szczytowym osiągnięciem Mozarta w dziedzinie koncertu skrzypcowego. 
Pod względem formy jest odpowiednikiem nieukończonej symfonii A-dur na skrzypce, altówkę i wiolonczelę z towarzyszeniem orkiestry (KV 320e) z 1779 lub 1780.
Oryginalna partytura zaginęła (Zachowały się jedynie kadencje do tej symfonii).